# Georges Simon (sculpteur)
Pour les articles homonymes, voir Georges Simon.
Georges Simon, né le 13 février 1906 à Paris et mort dans cette même ville le 18 octobre 1982, est un sculpteur et médailleur français.

## Biographie
Georges Simon est l'élève d'Henri Dropsy à l'École des beaux-arts de Paris. Il expose au Salon des artistes français où il reçoit une mention en 1936 et une médaille de bronze en 1939. Il a son atelier à la cité Montmartre-aux-artistes à Paris.